# Jean-Claude Rude
Pour les articles homonymes, voir Rude.
Jean-Claude Rude, né le 28 septembre 1954 à Reutlingen , Allemagne et mort le 26 mars 1980 à Velars-sur-Ouche, est un cycliste français.

## Biographie
Jean-Claude Rude est né en Allemagne en 1954, fils d'un soldat des forces françaises en Allemagne.
À partir de 1973, il est membre du club Union Cycliste Dijonnaise et devient un héros local à Dijon. Il est principalement actif sur piste. En 1974, il termine quatrième du championnat de France amateur de demi-fond, cinquième en 1978 et troisième en 1979.
En 1975 et 1976, il est champion de Bourgogne du contre la montre individuel et en 1975 du 1000 mètres contre la montre.
L'ambition particulière de Rude est d'établir des records de vitesse, notamment en améliorant le record de 204,788 kilomètres à l'heure de José Meiffret de 1962.
En août 1978, il fait une tentative sur  la piste d'essai de Volkswagen à Ehra-Lessien, sur un vélo Schauff avec un développement de 27 mètres (144 X 12), derrière une Porsche 935 Turbo Martini Racing conduite par le pilote automobile Henri Pescarolo ; lorsqu'il atteint 175 km/h, la chambre à air de son vélo éclate. Des pneus plus solides sont utilisés pour une deuxième tentative, mais la tentative de record échoue de nouveau,.
Le 6 décembre 1979, il tente de battre le record de l'Allemand Karl-Heinz Kramer, 154 km/h sur 100 mètres, mais chute à une vitesse de 153 km/h, ratant le record de quelques millièmes de seconde.    
La même année, il établit un nouveau record de vitesse sur tandem de 145 kilomètres par heure, sur un tandem Schauff , avec Etienne Chapaz, ils atteignent cette vitesse sur une autoroute d' Alsace dans le sillage d'une moto.
Le 26 mars 1980, Jean-Claude Rude, 25 ans, s'entraîne pour une course record au côté d'un train express. Il est emporté par les turbulences du train et mortellement blessé. Sa famille fait ériger une stèle commémorative sur les lieux de l'accident, près du viaduc de Fain à Velars-sur-Ouche 47° 19′ 19″ N, 4° 53′ 54″ E.

## Palmarès sur piste
- 1974-Reims
  - 4e Championnat de France de demi-fond amateurs
- 1978
  - 5e Championnat de France de demi-fond amateurs
- 1979-Grenoble
  - 3e Championnat de France de demi-fond amateurs

## Hommage
En 2012, 2013 et 2014, le Sprint Trophy Bourgogne "Souvenir Jean-Claude Rude" se tient en son honneur au vélodrome municipal de Dijon.
Six trophées Jean-Claude Rude récompensent chaque coureur et entraîneur arrivés aux trois premières places du Championnat de France de demi-fond  2020 à Lyon.